# Partit de Centre (Alemanya)
El Partit de Centre (Deutsche Zentrumspartei o solament Zentrum), sovint anomenatt Partit de Centre Catòlic, fou un partit polític catòlic a Alemanya durant el segon Imperi Alemany (Kaiserreich) i la República de Weimar.
Va ser fundat el 21 de març de 1871 per a protegir els drets de la minoria catòlica a la nova Alemanya, el partit va guanyar força durant els anys 70 (1870-1880) en la seva reacció contra la 'lluita cultural' (Kulturkampf) de Bismarck contra l'Església Catòlica. El partit destacà per la barreja de classes a les quals va representar, des dels treballadors catòlics fins als aristòcrates. Després del final del Kulturkampf, el Partit del Centre va fer les paus amb el govern i sovint va formar part de les coalicions que van donar la majoria en el Reichstag a diversos governs.
Si bé el partit donà suport al govern per a l'inici de la Primera Guerra Mundial, molts dels dirigents de la seva branca esquerrana, en particular Matthias Erzberger, es van mostrar a favor d'un acord negociat, sent ell una persona clau en el trànsit a la "Resolució de Pau" del Reichstag de 1917.
El Partit de Centre, els principis pragmàtics del qual generalment deixaven obert el suport tant a una forma de govern monàrquica com republicana, va provar de ser un dels pilars de la República de Weimar participant en cada govern de Weimar entre 1919 i 1932, malgrat la defecció de la seva branca bavaresa en 1919 per a formar el Partit Popular de Baviera. El seu electorat també va demostrar ser menys susceptible a l'"encant" del nazisme enfront de la majoria de partits burgesos, degut en gran part als seus forts vincles amb l'Església. El Partit de Centre va entrar en l'oposició per primera vegada, després de la destitució com a Canceller del seu líder, Heinrich Brüning, en 1932.
El partit es va mostrar ineficaç en l'oposició a la presa de poder pels nazis, quan la majoria dels seus delegats van votar a favor en l'acte d'investidura de Hitler, al març de 1933. El partit va ser dissolt poc després pels nazis. El Partit de Centre va ser refundat després de la Segona Guerra Mundial, però aviat la majoria dels seus membres es van barrejar amb altres partits confessionals per a formar la Unió Demòcrata Cristiana (abreujat CDU en alemany).